# Estação Villejuif - Louis Aragon
Villejuif - Louis Aragon é uma estação da linha 7 do Metrô de Paris, localizada na comuna de Villejuif.

## História
A estação foi aberta em 28 de fevereiro de 1985. Ela se situa perto do cruzamento da antiga estrada nacional 7 e das vias transversais das quais uma tem o nome de Louis Aragon, escritor francês nascido em Paris em 1897 e falecido em 1982. Esta estação é o terminal de um dos dois ramais da linha, o terminal no outro ramal é Mairie d'Ivry.
Em 2011, 5 650 185 passageiros entraram nesta estação. Em 2012, foram 5 881 894 passageiros. Ela viu entrar 6 661 476 passageiros em 2015, o que a coloca na 44ª posição das estações de metrô por sua frequência.

## Serviços aos Passageiros

### Plataformas
Villejuif - Louis Aragon é uma estação de configuração padrão: ela possui duas plataformas laterais separadas pelas vias do metrô.

### Intermodalidade
A estação é servida pelas linhas 162, 172, 180, 185, 286 e 380 da rede de ônibus RATP, pela linha v7 da rede de ônibus Valouette e, à noite, pelas linhas N15 e N22 da rede de ônibus Noctilien.
Desde 16 de novembro de 2013, a estação está em correspondência com o terminal norte da linha 7 do Tramway d'Île-de-France.

## Projetos
No horizonte 2024, também deve acomodar uma estação subterrânea da linha 15 do Grand Paris Express. Ela será situada na avenue de la République e as suas plataformas estarão a uma profundidade de 30 metros. O projeto da estação é confiada ao arquiteto Philippe Gazeau. A engenharia civil da estação será realizada por um consórcio de empresas liderado pela Vinci Construction Grands Projets.
A construção da estação começou a partir de junho de 2017 para o lançamento em 2024.